# Минута
Минутата е единица за измерване на време или ъгъл. Като единица за време една минута е равна на шестдесет секунди или на 1⁄60 от часа. Името произхожда от латинската фраза pars minuta prima, „първа малка част“ (от часа). Като единица за ъгъл една ъглова минута е равна на 1⁄60 от градуса или 60 ъглови секунди. Въпреки че минутата не е единица от SI (нито за време, нито за ъгъл), тя се допуска за използване съвместно с единиците от SI (и в двата случая). Символът за означаване на минутата е min при измерване на време, а при измерване на ъгъл се означава със знака прим ( ′ ), поставен непосредствено след числото (напр. 5′). Знакът прим понякога се използва неофициално за означаване и на минути време.
Знакът прим (наклонена къса чертица) често неправилно се замества с близкия по начертание символ апостроф (права надредова запетая или чертица) поради по-широкото му разпространение.
Минутата (като единица за време) участва също като част от името на производни мерни единици:
- метри в минута (m/min) – рядко използвана единица за линейна скорост;
- обороти в минута (min-1) – за скорост на въртене;
- импулси за минута – остарял начин за ценообразуване на телефонни разговори;
- страници в минута – за скорост на печатане.

## Употреба в разговорния език
В разговорния език минутата е синоним за кратък отрязък от време:
- „... на всяка минута ...“ – много често;
- „... всяка свободна минута ...“ – колкото и малко да е отделеното време;
- „... за минута ...“ – само за малко (време), напр. „влез за минута“;
- „... само след минута ...“ – скоро („ще се освободя“, напр.);
- „... в първата/последната минута ...“ – в началото/края на даден (обикновено дълъг) период.

В някои словосъчетания символизира по-дълъг отрязък от време, почти винаги в сравнение със секундата:
- Минута мълчание – кратък, уважително дълъг период за отдаване на почит;
- „Цяла минута!“ – възклицание за прекалено дълъг период, дори да е смятан от другите за кратък.